# Thomas Alexander Murphy
Pour les articles homonymes, voir Thomas Murphy et Murphy.
Thomas Alexander Murphy (8 mai 1885-27 février 1966) est un homme politique canadien de l'Ontario. Il est député provincial progressiste-conservateur de la circonscription ontarienne de Beaches de 1926 à 1948,.

## Biographie
Né à Lurgan dans le comté d'Armagh en Irlande, Murphy étudie à Toronto avant de travailler pour la Water Works Derpatment de la ville entre 1906 et 1923. Il est à la tête de la Commission athlétique de l'Ontario et président de l'Association canadienne des rameurs. Il sert également comme vice-président de la World Boxing Association. Défait lors d'une tentative de réélection en 1928, ceci entraîne la Fédération de boxe de l'Ontario à se retirer de la National Boxing Association.
Il meurt à Toronto en 1966 à l'âge de 80 ans.